# Sociedad de Ciencias, Letras y Artes de Pau y Bearne
La Sociedad de Ciencias, Letras y Artes de Pau y Bearne (en francés, Société des sciences, lettres et arts de Pau et du Béarn SSLA Pau-Béarn), denominada así desde 1973 (nombre anterior: Sociedad de Ciencias, Letras y Artes de Pau, de 1871 a 1972), es una sociedad científica, heredera directa de la Sociedad de Ciencias, Letras y Artes de Pau fundada en Pau en 1841, y descendiente de la Real Academia de Ciencias y Bellas artes creadas en Pau en 1718.
La SSLA Pau-Béarn es una rama del Comité de Trabajos Históricos y Científicos (CTHS). Su misión es producir y difundir nuevos conocimientos, en particular sobre la historia y el patrimonio de Bearne.

## Historia
La primera Sociedad de Ciencias, Letras y Artes de Pau se creó en Pau en 1841. Fue refundada con el mismo nombre, en Pau, en 1871. En 1973, tomó el nombre de Sociedad de Ciencias, Letras y Artes de Pau y Bearne.
La SSLA Pau-Béarn desde sus orígenes ha publicado una revista anualtitulada Bulletin de la Société des sciences, lettres et arts de Pau hasta 1972, y Revue de Pau et du Béarn desde 1973. 
La colección, desde 1871, constituye una enciclopedia viva del Bearne así como de los territorios y regiones vecinas, particularmente a ambos lados de los Pirineos.
El 22 de diciembre de 1902 (JO de 16 de enero de 1903), la SSLA Pau pasó a ser una asociación regida por el estatuto de la ley de 1901, con el objetivo de «promover el progreso de las ciencias, las letras y las artes, principalmente a través de estudios regionales».
Fue reconocido de utilidad pública por decreto del 28 de julio de 1939 (JO del 14 de septiembre de 1939).

## Presentación de la organización
La asociación tiene como objetivo trabajar para la producción y difusión de nuevos conocimientos relacionados con Bearne en todos los ámbitos.
Sus medios de actuación son, entre otros, la publicación de una revista anual y de obras, inéditas o no, la organización de congresos, exposiciones, excursiones y simposios, la posible creación de concursos y premios, la disponibilidad de un sitio web .
Es una asociación abierta a todos que tiene su sede en los Archivos departamentales de los Pirineos Atlánticos (Boulevard Tourasse-64000 Pau).

## Organización

### Funcionamiento
SSLA Pau-Béarn está gestionada por un consejo de administración.
Trabajó en colaboración con otras sociedades científicas como la Academia nacional de Ciencia, Bellas Letras y Artes de Burdeos y la Sociedad de Borda, la Biblioteca Nacional de Francia, etc.

### Presidentes
Presidentes desde 1871 hasta la actualidad:
| Presidencia             | Nombre                                   | Datos biográficos |
| ----------------------- | ---------------------------------------- | --- |
| 2018 — en la actualidad | Ricardo Sáez (1948-)                     | Profesor emérito en laUniversidad de Pau y de los Países del Adour, agregado de español.                                                                            |
| 2008 — 2017             | Benoit Cursente (1945-)                  | Profesor de lengua romance y de literatura medieval, director de investigación en CNRS (honorario desde 2011)                                                       |
| 1990 — 2008             | Christian Desplat (1942-)                | Profesor en la Universidad de Pau y de los Países del Adour, historiador.                                                                                           |
| 1965 — 1990             | Pierre Tucoo-Chala (1924-2015)           | Profesor en la Universidad de Pau y de los Países del Adour, historiador.                                                                                           |
| 1938 — 1965             | René Ancely (1876-1966)                  | Procurador general, después primer presidente del Tribunal de apelación de Pau.                                                                                     |
| 1912 — 1938             | Victor Dubarat (1855-1939)               | Capellán del Liceo de Pau (1886-1904), después arcipreste en Pau (1904-1938).                                                                                       |
| 1892 — 1912             | Adrien Planté (1841-1912)                | Diputado, historiador, felibre (poeta en lengua de oc moderno). |
| 1884 — 1892             | Louis Lacaze (1833-1893)                 | Médico, historiador. |
| 1883 — 1884             | Charles Le Cœur (1805-1897)              | Arquitecto, fundador y primer conservador del Museo de Bellas Artes de Pau.                                                                                         |
| 1881 — 1882             | X. Gay (-)                               | |
| 1881 y 1882 — 1883      | Louis Sers (-)                           | |
| 1879 — 1880             | Philippe Genreau (1840-1925)             | Ingeniero después inspector general de Minas. |
| 1878 — 1879             | X. Guy (-)                               | |
| 1877 — 1878             | Pierre-Henri Duboué (1834-1889)          | Médico, investigador. |
| 1876 — 1877             | Paul Raymond (1833-1878)                 | Archivista, historiador. |
| 1875 — 1876             | Jean-François Cerquand (1816-1888)       | Erudito, escritor. |
| 1875                    | Albert de Nadaillac (1818-1904)          | Prefecto de los Bajos-Pirineos (1871). |
| 1873-1874               | Roger de Bouillé (1819-1906)             | Ilustrador, pirineista. |
| 1872-1873               | Gustave Clément-Simon (1833-1909)        | Abogado general en Agen en 1869 después en Pau en 1871, después en el tribunal de apelación de Toulouse en 1873.                                                    |
| 1871-1872               | Eustache François-Saint-Maur (1825-1901) | Archivista paleógrafo, doctor en derecho, abogado general en el Tribunal de apelación de Nîmes, de Poitiers et de Pau, presidente de la Cámara de apelación de Pau. |
| 1871                    | Pierre Conte-Grandchamps (1816-1892)     | Ingeniero |

## Actividades
Dominios geográficos: Aquitania, Bearne, España.
Periodos cronológicos: Prehistoria - Protohistoria, Antigüedad, Edad Media, Época Moderna, Época Contemporánea - Actualidad.

### Ámbitos de trabajo
- Letras: arqueología, arquitectura, música, pintura, escultura, valorización del patrimonio.
- Ciencias Humanas: geografía Humana; Historia general, local, religiosa, social, urbana y rural; viajes y exploración geográfica.
- ciencia de la naturaleza: geografía física, botánica, geología.
- Ciencias literarias: literatura.
- Ciencias Sociales: etnología, antropología, economía.
- Técnico: industria, artesanía, transporte, agricultura.

### Publicaciones
La empresa publicaba cada año una revista titulada sucesivamente:
- Bulletin de la Société des sciences, lettres et arts de Pau (1841-1844 et 1871-1972). Texto íntegro desde 1841 hasta 1844 y desde 1871-1872 (2ª sér / T. 1) hasta 1918-1921 (2ª ser / T. 44) está disponible en línea: la biblioteca digital Gallica por un lado, el sitio web de la SSLA Pau-Béarn por otro lado; para los años 1922 a 1927, el texto está en el sitio de la SSLA Pau-Béarn solamente.
- Revue de Pau et du Béarn (desde 1973). Apariciones recientes: volúmenes 45 (en 2018), 46 (en 2019), 47 (2020), 48 (2021). Ce dernier publie plusieurs articles à l'occasion du 4e centenaire del Edicto de Pau, dado en octubre de 1620 bajo el reinado de Luis XIII, edicto de unión del Bearne y la Baja Navarra a Francia.